# Marketta Punasuomalainen
Marketta Ristontytär Punasuomalainen (* nach 1600; † 1658 in Vaasa, Schwedisches Reich) war eine Naturheilerin und Opfer der Hexenverfolgung. Sie gehörte zu den ersten Frauen, die in Finnland bei den Hexenprozessen des 17. Jahrhunderts zum Tode verurteilt wurden.

## Leben
Marketta Ristontytär Punasuomalainen wurde am Anfang des 17. Jahrhunderts vermutlich in Ruovesi geboren. Sie heiratete den Bauern Simo Antinpoika aus dem Dorf Kukonpohja im Bezirk Ruovesi. Die Zeiten im 17. Jahrhundert waren hart. Kriege, Epidemien und Missernten verstärkten Armut und Leid. Die Familie ging nach Vaasa (damals schwedisch Vasa) in Ostbottnien, da sich die Landwirtschaft in den 1630er Jahren nicht mehr lohnte. Punasuomalainen war eine Naturheilerin, die den Verdienst der Familie durch Betteln aufbesserte. Ihren Ruf als Hexe versuchte sie zu ihrem Vorteil zu nutzen.
Punasuomalainen hatte einige Bauern verflucht, die ihr milde Gaben verweigert hatten. Diese beschwerten sich 1655 beim Bischof über sie. Bei einer Visitation wurde der Dekan der Provinz angesprochen. Jedoch wollte niemand bei den regelmäßigen Gerichtsterminen gegen sie aussagen. Jakob Vasenius, ein Hilfsvikar in Vasa, hielt mehrfach Predigten, in denen er die Hexerei und die in der Stadt lebenden Hexen angriff. Nach einem Dreikönigsgottesdienst beschuldigte er 1656 Punasuomalainen, eine Hexe zu sein. Sie solle vor Gericht gestellt werden, um den Zorn Gottes zu lindern. Die Richter ließen den Beteiligten Vorladungen zustellen und für drei Tage später wurde eine Anhörung angesetzt. Am Vorabend des Termins starb Vasenius in seinem Schlitten, als er in umliegenden Dörfern den Kirchenzehnt einsammelte. Der Verdacht eine Hexe zu sein war groß. Im Gasthaus hatte sie gesagt: „Diese schwarze Krähe verbringt die ganze Zeit damit, von ihrem Schreibtisch aus zu predigen, aber eines Tages wird sie herunterfallen“ und dem Gerichtsboten teilte sie mit: „Er (Vasenius) bringt mich vielleicht auf den Scheiterhaufen, aber der Teufel wird kommen und ihn holen, bevor er mich dorthin bringt“.
Anfang Juni 1657 ging Punasuomalainens Ehemann Simo Antinpoika vor Gericht und beschuldigte den Kaufmann Hannu Tuurenpoika, Punasuomalainen verprügelt zu haben. Es ging um eine Meinungsverschiedenheit über Schulden. Tuurenpoika, der Schwager des verstorbenen Vasenius, erhob Anklage wegen Hexerei gegen Marketta Punasuomalainen. Da ihr Zorn bereits auf ihm lastete, hatte er nichts mehr zu verlieren. Dutzende Menschen wurden ermutigt, als Zeugen auszusagen. Sie versuchte dem Gericht zu versichern, dass sie es nur gut gemeint hatte und dass an ihren „magischen Taten“, die in Ruovesi durchaus üblich seien, nichts Schlimmes war. Ihr wurde letztendlich vorgeworfen, zwei Männer durch Hexerei getötet, Krankheiten verursacht, Bier verdorben und verschiedene andere magische Taten ausgeführt zu haben. Das Stadtgericht verurteilte sie zum Scheiterhaufen und die Berufung bestätigte 1658 das Urteil.
Simo Antinpoika wurde noch mehrmals wegen der Ausübung von Zauberei mit einer Geldstrafe belegt. So habe er einen Sud Bier gut gelingen lassen, indem er dreimal rückwärts um den Bottich herumging und eine laute Rede auf Finnisch hielt. Man ging davon aus, dass Hexerei in bestimmten Familien weit verbreitet sei, da auch sein Onkel, der Gerichtsmann von Rouvesi Lauri Juhonpoika Persoinen, 1624 unter Anklage stand, einen Mann durch Zauberei getötet zu haben. Marketta und Simo Punasuomalainens Tochter Kaarina klagte 1659 erfolgreich vor Gericht, nachdem sie als Tochter einer alten Hexe bezeichnet worden war.
Marketta Punasuomalainen gehörte zu den ersten Frauen in Vasa, denen Hexerei vorgeworfen wurde. Die Menschen erinnerten sich lange an sie, und ihr Name wurde noch in den 1670er Jahren bei großen Hexenverfolgungen in Vörå und anderen Orten genannt.

## Belege
1. 1 2 3 4 5  Jari Eilola: Punasuomalainen, Marketta (1600–1658). kansallisbiografia.fi. Englisch, abgerufen am 20. Mai 2024.

| Personendaten    | Personendaten                                              |
| ---------------- | ---------------------------------------------------------- |
| NAME             | Punasuomalainen, Marketta                                  |
| ALTERNATIVNAMEN  | Punasuomalainen, Marketta Ristontytär (vollständiger Name) |
| KURZBESCHREIBUNG | Opfer der Hexenverfolgung in Finnland                      |
| GEBURTSDATUM     | nach 1600                                                  |
| STERBEDATUM      | 1658                                                       |
| STERBEORT        | Vaasa, Schwedisches Reich                                  |